# جون نيوبورت لانغلي
جون نيوبورت لانغلي (بالإنجليزية: John Newport Langley)‏ ـ (2 نوفمبر 1852 ـ 5 نوفمبر 1925) هو عالم وظائف أعضاء بريطاني، قضى حياته العلمية بأكملها في جامعة كامبردج. انتخب زميلًا للجمعية الملكية سنة 1883، ثم شغل منصب نائب رئيسها فيما بعد.
يعد لانغلي واحدًا من آباء نظرية المستقبلات الكيميائية، وواضع أسس مفهوم «المادة المستقبِلة».
في سنة 1902 أحدث لانغلي نقلة في أبحاث النواقل العصبية والمستقبلات الكيميائية، عندما أجرى أبحاثًا استخدم فيها خلاصة الغدة الكظرية، تمكن بها من إحداث استجابة في الأنسجة مشابهة لما يحدث عند تنبيه العصب.